# NGC 405
NGC 405 је појединачна звезда у сазвежђу Феникс која се налази на NGC листи објеката дубоког неба.
Деклинација објекта је - 46° 40' 6" а ректасцензија 1h 8m 33,6s. Привидна величина (магнитуда) објекта NGC 405 износи 10,0 а фотографска магнитуда 7,1. NGC 405 је још познат и под ознакама ESO 243-*39, SAO 215379.